# Крис Пол
Кристофър Eманюъл „Крис“ Пол (на английски: Christopher Emmanuel „Chris“ Paul) е американски баскетболист. Играе за Голдън Стейт Уориърс на позицията атакуващ гард. Висок е 183 см и тежи 79 кг.

## Ранни години
През 2003 г., той е включен в Oтбора на звездите на училище Уест Форсайт и е признат за най-добрия баскетболист на Северна Каролина. След като завършва гимназия, той играе две години за тима на Wake Forest University в колежанското първенство на САЩ. След втория си сезон в колежа, Крис Пол решава да продължи кариерата си в НБА, където е избран по номер 4 в драфта от Ню Орлиънс Пеликанс (по това време Хорнетс). .

## НБА

### Ню Орлиънс Пеликанс (2007 – 2011)
Пол завършва сезона водещ всички новобранци по точки, асистенции, откраднати топки, и става едва вторият новобранец в историята на НБА, който да води първенството по общо откраднати топки. С 16.1 точки, 5.1 борби, 7.8 асистенции и 2.2 откраднати топки средно на мач, той е обявен за Новобранец на годината. .

### Лос Анджелис Клипърс (2011 –)
След неуспешни преговори за подновяване на договора му, Ню Орлиънс го продават през 2011 на Лос Анджелис Клипърс за Eрик Гордън, Aл-Фарук Амину, Крис Кеймън и право на избор в бъдещ драфт. .